# Magnétisme animal
Vous lisez un « article de qualité » labellisé en 2008.
Pour les articles homonymes, voir Magnétisme (homonymie).

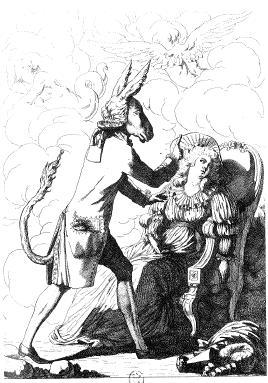
Caricature représentant un magnétiseur en charlatan

Le magnétisme animal, aussi appelé mesmérisme, est un ensemble d'anciennes théories et pratiques thérapeutiques qui se développèrent de la fin du XVIIIe siècle à la fin du XIXe siècle en Occident et qui eurent d'importantes conséquences sur le développement de la médecine, de la psychologie et de la parapsychologie.
Le médecin allemand Franz-Anton Mesmer, qui postulait l'existence d'un fluide magnétique universel dont on pouvait faire une utilisation thérapeutique, introduisit l'expression « magnétisme animal » en 1773. Il avait l'ambition de donner une interprétation rationnelle à des phénomènes que l'on peut décrire sous le terme général de « transe » et qui, tels quels, semblent désigner l'irrationnel ou la magie. Alors qu'il se voulait fondateur de science, ramenant ce qui relevait jusque-là du surnaturel à l'étude des propriétés d'un fluide naturel, il est devenu l'archétype du charlatan et le magnétisme animal l'archétype d'une pseudo-science.
Véritable phénomène de société, le magnétisme animal a fait l'objet de nombreuses polémiques, notamment en France, où la faculté de médecine a condamné cette pratique pour les médecins dès 1784. Cela n'a pas empêché le magnétisme animal de continuer à se répandre sous diverses formes, certains magnétiseurs continuant à attribuer ses effets au fluide de Mesmer, d'autres les attribuant à la volonté ou à l'imagination du magnétiseur et du magnétisé. Ces derniers sont à l'origine de théories sur l'hypnose développées par des médecins comme James Braid ou Ambroise-Auguste Liébeault. D'autres encore expliquent les phénomènes magnétiques par un contact privilégié avec des « esprits ».

## Origines de la médecine magnétique

### La médecine magnétique duXVIIesiècle

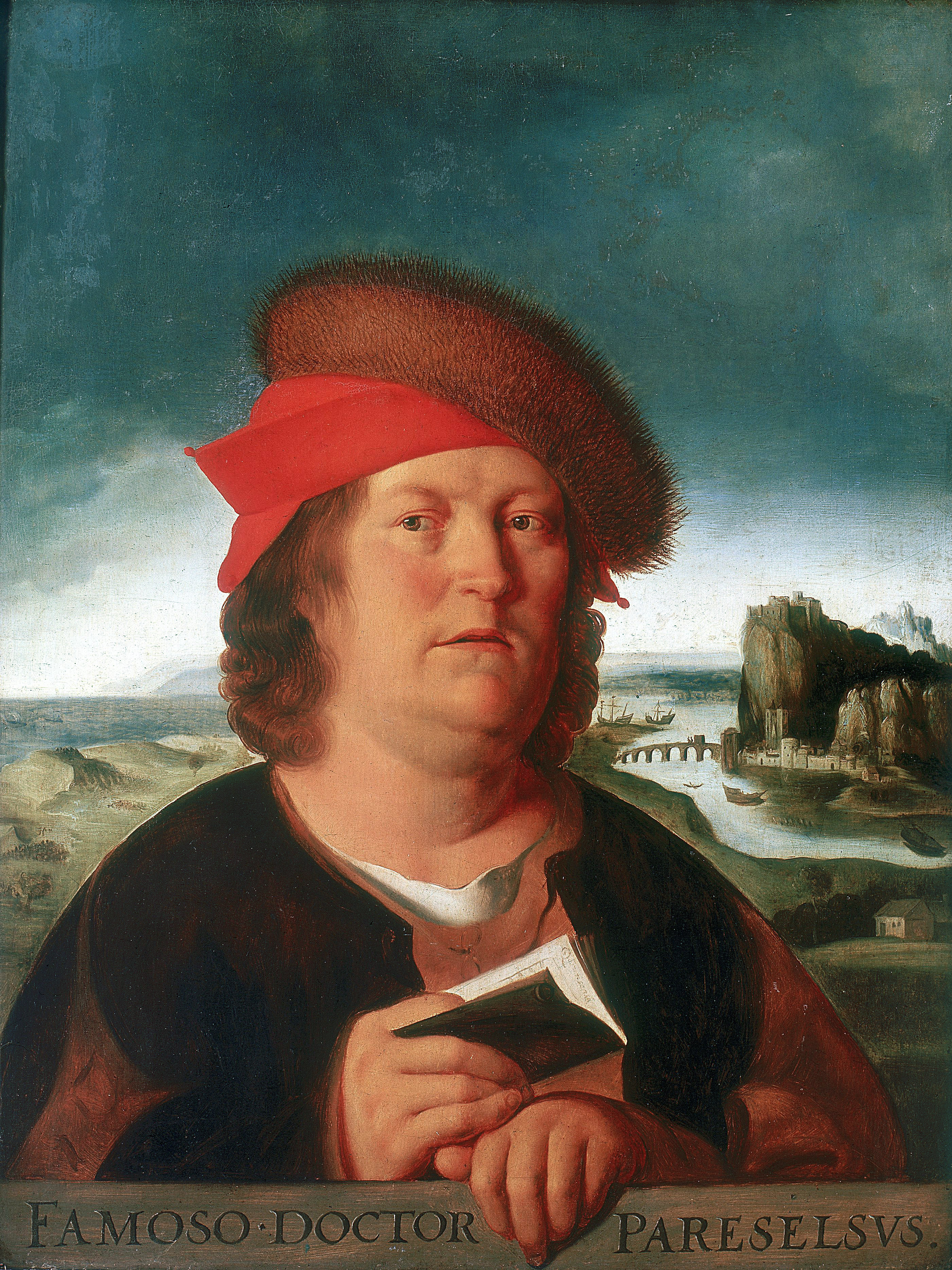
Paracelse, portrait peint par Quentin Metsys (1466-1530)

Les représentants de la médecine magnétique du XVIIe siècle, qui se présente comme un courant de sagesse médicale, ont, pour la plupart, subi l'ascendant des pères fondateurs du courant de la magie naturelle, tels le médecin suisse Paracelse, Marsile Ficin, Roger Bacon ou Pietro Pomponazzi. Ils présentent la santé comme un état d'harmonie entre le microcosme individuel et le macrocosme céleste, contenant des fluides, des aimants et des influences occultes de toutes sortes:25. Pour Paracelse, la puissance interne de l'âme peut se déployer à l'extérieur de l'organisme qu'elle anime et agir sur le corps, la volonté et les représentations d'autrui. Pour lui, l'imagination est la force magique par excellence, qui représente ce pouvoir d'agir sur autrui.
Le médecin anglais Robert Fludd, influencé par Paracelse, pratique la médecine à distance dont il attribue les effets à l'« onguent de sympathie ». On compte aussi parmi les représentants de ce mouvement le savant allemand Rudolf Goclenius le Jeune, dit Gockel, qui considère que la nature est régie par une force agissante, partout présente mais discrète, consistant dans la loi de l'attraction et de la répulsion. Le médecin belge Jan Baptist van Helmont développe des idées semblables à celles de Gockel. Pour Gockel et pour Van Helmont, le magnétisme, par sa dimension tant théorique que pratique, fait partie du domaine de la magie. Van Helmont écrit : « toute science occulte ou qui s'élève au-dessus de celle que nous acquérons par l'observation et le calcul est magie; toute puissance qui n'appartient pas à une action mécanique est une puissance magique ». Pour lui, tout homme est capable d'influencer ses semblables à distance si un accord entre l'opérateur et le patient a été créé et si la sensibilité du patient a été exercée.
Le jésuite allemand Athanasius Kircher, connu pour ses expériences sur des animaux, considère lui aussi que le magnétisme intervient comme un principe explicatif de tous les phénomènes naturels. Il explique le « magnétisme de l'amour » comme une loi fondamentale cosmique d'attraction entre les êtres vivants, attraction qui est la source aussi bien des liens érotiques que de la guérison des maladies par cure magnétique.
Parmi les représentants plus tardifs de ce courant, on compte le médecin écossais William Maxwell et Ferdinand Santanelli.

### L'invention du magnétisme animal

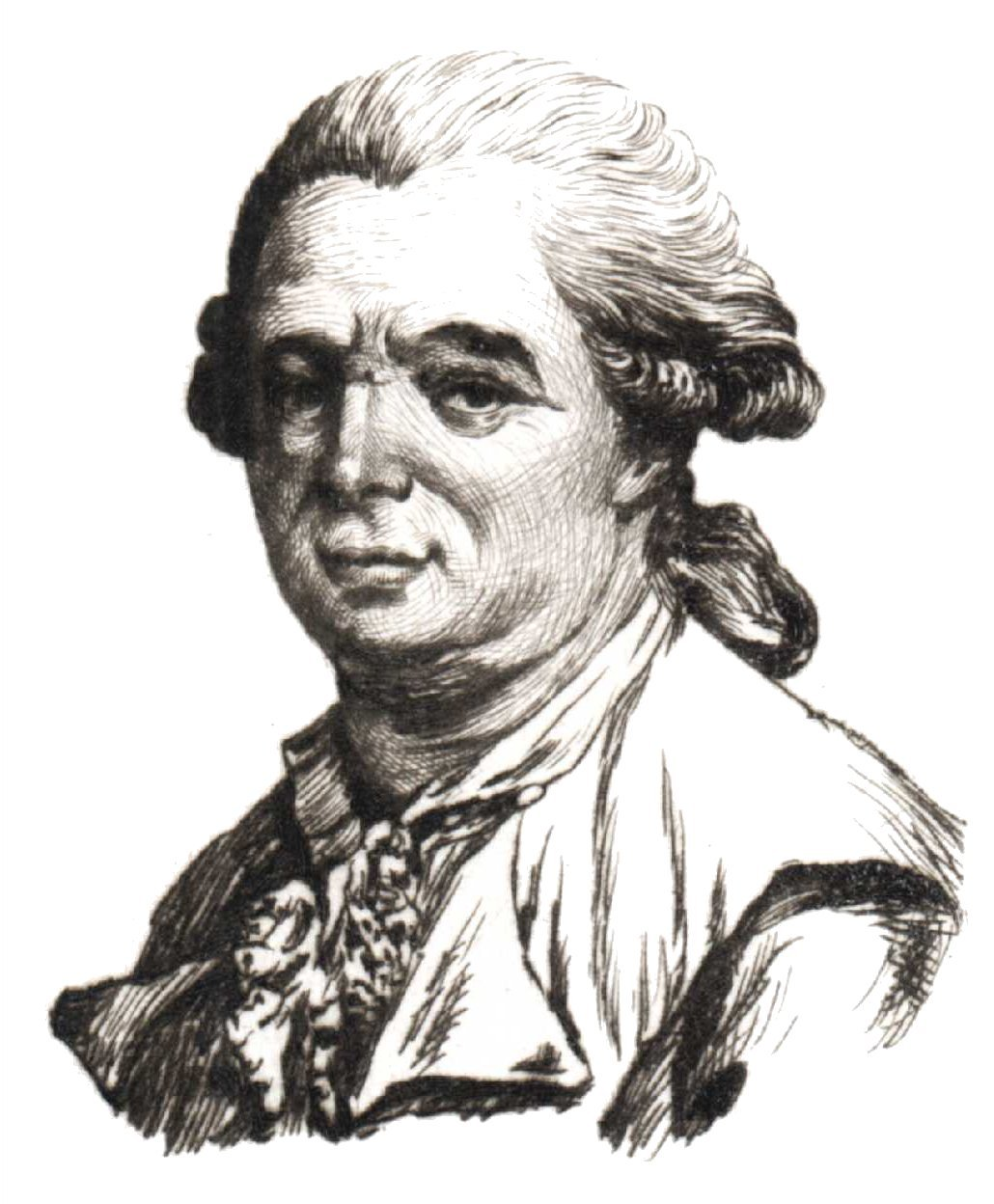
Franz-Anton Mesmer.

Le médecin allemand Franz-Anton Mesmer, qui publie en 1766 à Vienne De l'influence des planètes sur le corps humain, fut fortement influencé par les théories sur le magnétisme de ses prédécesseurs du XVIIe siècle. Dans son livre, Mesmer s'inspire également des écrits du médecin anglais Richard Mead,. Ce n'est qu'à partir de 1773, à la suite d'une polémique avec le père jésuite Maximilian Hell à propos de l'utilisation thérapeutique de plaques aimantées inventées par ce dernier, que Mesmer commence à utiliser le terme de « magnétisme animal » qu'il distingue du fluide magnétique minéral.
En 1775, le prince-électeur Maximilien III Joseph de Bavière nomme une commission pour enquêter sur les exorcismes du père Johann Joseph Gassner. Cette commission invite Mesmer à Munich. Le 27 mai 1775, il se montre capable de provoquer chez les malades l'apparition et la disparition de divers symptômes sans utiliser l'exorcisme. Le lendemain, en présence de la Cour et de l'académie, il déclare que Gassner guérissait ses malades par le magnétisme animal sans s'en rendre compte. Selon cette perspective, on peut considérer la relation entre le magnétiseur et le magnétisé comme la sécularisation de la relation qui existait entre l'exorciste et le possédé.
En 1777, Mesmer quitte Vienne, à la suite d'un échec thérapeutique avec la célèbre pianiste aveugle Maria Theresia von Paradis et en raison de la réaction hostile de ses confrères médecins qui le considèrent comme un charlatan. Il arrive à Paris en février 1778, s'installe au numéro 16 de la place Vendôme et tente sans succès de se faire reconnaître par l'Académie des sciences, la Société royale de médecine et la Faculté de médecine de l'université de Paris.
Retiré dans le village de Créteil:54, il publie son Mémoire sur la découverte du magnétisme animal en 1779 avec le soutien de son premier converti important, le médecin Charles Deslon. Les thèses principales de ce Mémoire sont les suivantes :
- un fluide physique subtil emplit l'univers, servant d'intermédiaire entre l'homme, la terre et les corps célestes, et entre les hommes eux-mêmes ;
- la maladie résulte d'une mauvaise répartition de ce fluide dans le corps humain et la guérison revient à restaurer cet équilibre perdu ;
- grâce à des techniques, ce fluide est susceptible d'être canalisé, emmagasiné et transmis à d'autres personnes, provoquant des « crises » chez les malades pour les guérir.

Selon Mesmer, le magnétisme animal est la capacité de tout homme à guérir son prochain grâce au fluide naturel que le magnétiseur serait capable d'accumuler et de retransmettre grâce à des « passes », dites « passes mesmériennes », sur tout le corps. Le magnétisme animal est aussi pour Mesmer une théorie unitaire permettant de décrire l'intrication de l'homme et de l'univers.
Mesmer est vivement attaqué par la Faculté de Médecine qui publie des pamphlets et des articles au vitriol dans le Journal de médecine et la Gazette de Santé:55, mais il obtient des clients influents, tels le Marquis de La Fayette, le juriste Nicolas Bergasse et le banquier Guillaume Kornmann. En outre, dans son Précis historique des faits relatifs au magnétisme animal, publié en 1781, Mesmer réplique à ses opposants sur le ton de l'innocence blessée.

### Le baquet et les crises magnétiques

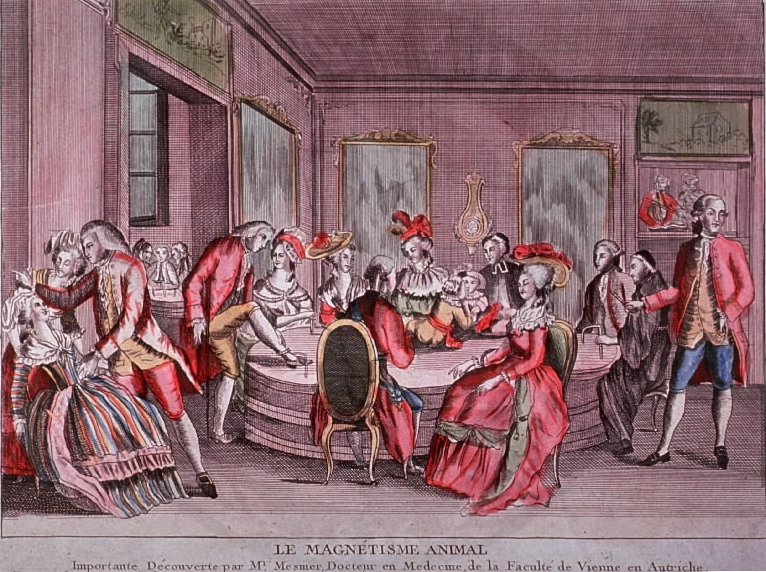
Gravure représentant un « baquet »

En 1780, ayant plus de patients qu'il n'en peut traiter individuellement, Mesmer introduit la méthode de traitement collectif dite du « baquet » par laquelle il peut traiter plus de trente personnes à la fois. Les patients, reliés entre eux par des cordes, sont assis autour d'une caisse circulaire en bois de chêne, dont le couvercle est percé de trous et de laquelle sortent des tiges en métal qui peuvent être en contact avec différentes parties malades du corps. Au fond de la caisse, sur une couche de verre pilé et de limaille de fer, reposent des bouteilles remplies et rangées symétriquement, certaines pointant vers le centre, d'autres vers la périphérie. Mesmer, dans un habit de soie lilas, et ses aides, qu'il choisissait jeunes et beaux, sont armés d'une baguette de fer de dix à douze pouces dont ils touchent les parties malades du corps des patients. Mesmer accompagne habituellement ses séances de magnétisme en jouant du piano-forte ou du glassharmonica, harmonica de verre inventé par Benjamin Franklin en 1762.
Lors de ces traitements collectifs autour du baquet se manifestent des phénomènes contagieux de « crises magnétiques », au cours desquelles les femmes de la meilleure société perdent leur contrôle, éclatent d'un rire « hystérique », se pâment, sont prises de convulsions… Un témoin décrit une crise en détail : « La respiration était précipitée ; elle étendait les deux bras derrière le dos en les tordant fortement, et en penchant le corps en devant ; il y a eu un tremblement général de tout le corps ; le claquement de dents est devenu si bruyant qu'il pouvait être entendu du dehors ; elle s'est mordu la main, et assez fort pour que les dents soient restées marquées ». Mesmer considère que ces convulsions ont une vertu thérapeutique en ce qu'elles indiquent que le fluide, renforcé par les passes magnétiques, surmonte l'obstacle qui s'opposait à sa circulation dans le corps du malade:18. Pour les cas de convulsions violentes, les patients sont emmenés dans une chambre matelassée appelée « chambre des crises »:19. L'un des quatre baquets de Mesmer est réservé aux pauvres mais les places aux trois autres doivent être réservées longtemps à l'avance et lui rapportent quelque 300 louis par mois:77.
En mars 1781, probablement influencée par des courtisans mesméristes, Marie-Antoinette prie Maurepas de négocier avec Mesmer:57. Le gouvernement lui offre une pension à vie de 20 000 livres et une autre de 10 000 livres pour ouvrir une clinique s'il veut accepter la surveillance du gouvernement. Mesmer refuse l'offre car elle ne lui paraît pas assez généreuse et parce qu'il refuse d'être jugé par ses élèves.
En 1782, apprenant que Charles Deslon s'est lui-même constitué une clientèle de magnétisme animal, Mesmer ouvre, avec l'aide de Bergasse et Kornmann, une souscription permettant d'acheter le « secret de Mesmer ». Pour cela, ils créent la Société de l'Harmonie Universelle, qui se révèle être un énorme succès financier. Le but de la Société est d'assurer la survie de la doctrine et de la richesse de Mesmer, menacées par les corps académiques et le gouvernement. En 1785 Bergasse, Kornmann et D'Eprémesnil réclament sans succès la fin de la souscription en faveur de Mesmer et la vulgarisation de la doctrine:74 et sont exclus de la Société. En juin 1785, Mesmer s'installe somptueusement à l'hôtel de Coigny, rue du Coq-Héron, et possède 343 764 livres selon le trésorier de la société. En 1789, avant son démantèlement, l'organisation mère de Paris compte quatre cent trente membres et a ouvert des succursales notamment à Strasbourg, Lyon, Bordeaux, Montpellier, Bayonne, Nantes, Grenoble, Dijon, Marseille, Castres, Douai et Nîmes:57.

## Les principaux courants du magnétisme
Lorsque Mesmer quitte Paris en 1785, la pratique du magnétisme animal, en plein essor malgré les interdits de la faculté, est représentée par trois courants principaux :
- les mesmériens proprement dits, qui expliquent les modifications physiologiques et psychiques suscitées par la magnétisation en mettant l'accent sur la circulation du fluide. Leur conception dominante, résolument physicaliste et matérialiste, est proche de celles de médecins qui, tel Désiré Pététin, préfèrent parler d'« électricité vitale » ;
- les psychofluidistes, qui considèrent la volonté comme l'agent véritable de l'action magnétique mais gardent l'hypothèse d'un fluide comme vecteur de cette volonté. Les théoriciens de ce courant, qui se réclament de la raison, estiment que le somnambulisme dévoile les puissances latentes de l'âme ;
- les spiritualistes, apparentés à une branche mystique de la franc-maçonnerie[29]. Les uns pensent agir sur leurs malades directement par la volonté et la prière, d'autres considèrent que lors de leurs transes, les magnétisés entrent en contact avec des anges, des esprits.

Après la Restauration émerge le courant de ceux que l'on a appelé les imaginationnistes, pour qui ni la volonté du magnétiseur, ni un quelconque fluide n'interviennent. Pour eux, le magnétisme ne fait que libérer des puissances internes au sujet, les puissances de l'imagination, qui sont susceptibles de modifier de façon impressionnante la totalité psycho-organique de ce dernier.

### Les psychofluidistes

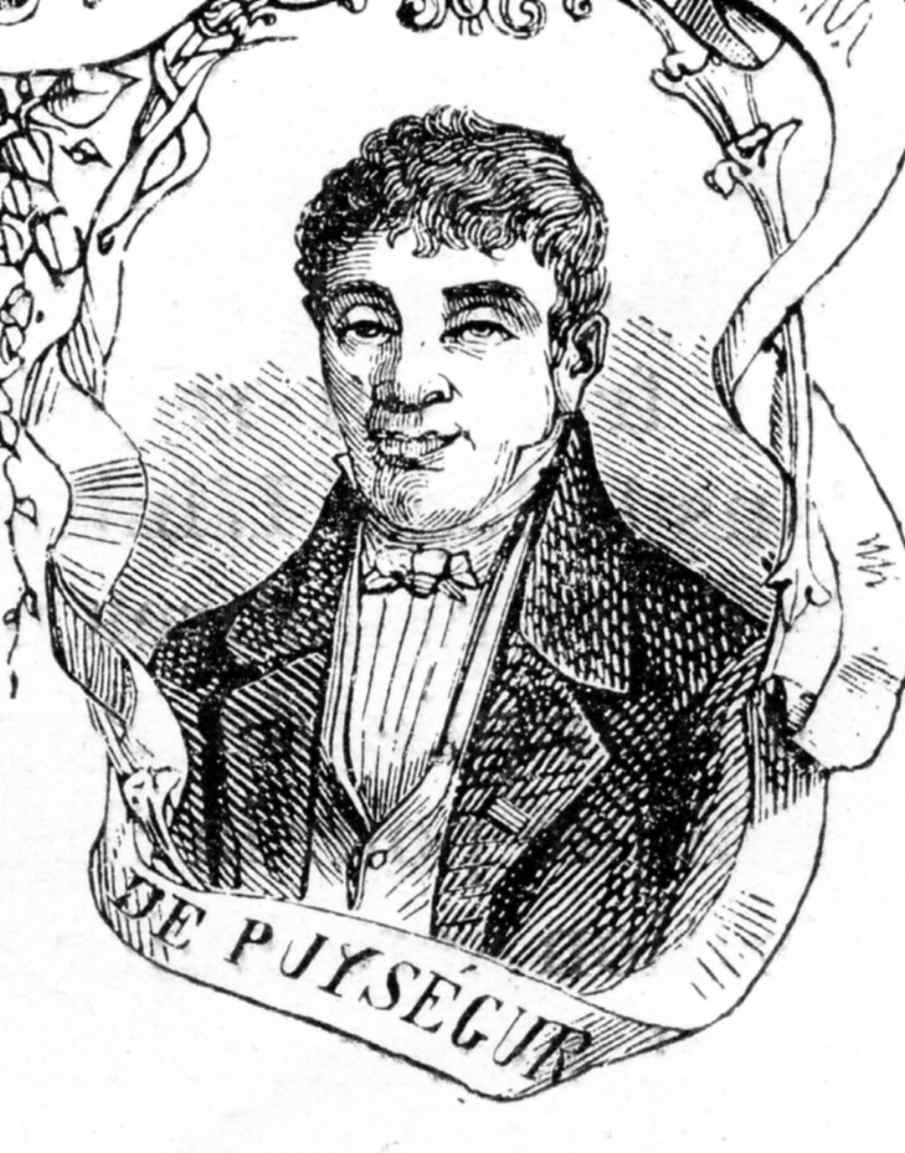
Armand Marie Jacques de Chastenet de Puységur

Les psychofluidistes admettent l'hypothèse d'un fluide universel, mais insistent surtout sur la volonté du magnétiseur et sur sa croyance dans le magnétisme pour soigner le patient. En outre, pour eux, la volonté de l'opérateur, loin de s'imposer à la volonté du patient, vient s'ajouter à elle, collaborer avec elle.
Leur chef de file est l'officier d'artillerie Armand Marie Jacques de Chastenet, marquis de Puységur, qui est un des premiers, poussé par ses deux frères cadets, à s'inscrire à la Société de l'harmonie universelle pour suivre les enseignements de Mesmer. Le marquis pratique notamment le magnétisme dans le cadre de son régiment à Strasbourg pour soigner de jeunes soldats malades. Homme des Lumières, le marquis est en outre soucieux de la santé de ses vassaux et désireux d'œuvrer sur ses terres à l'avènement du progrès. Le 4 mai 1784, au repos dans son domaine de Buzancy dans le Soissonnais, alors qu'il tente de soulager par le magnétisme un jeune paysan, Victor Race, alors âgé de vingt-quatre ans, Puységur constate, au lieu des convulsions de la crise mesmérienne qu'il attend, que Victor tombe dans un sommeil calme et profond. À son grand étonnement, Victor, bien qu'apparemment endormi, manifeste une activité mentale intense, s'exprime sans son patois et sur des sujets qui excèdent ses préoccupations habituelles.
Alors qu'il reproduit ces expériences les jours suivants, une autre chose étonne le marquis : lors de ses accès que Puységur qualifie de « somnambulisme provoqué » ou « sommeil magnétique », Victor semble capter ses pensées et ses désirs sans qu'il ait besoin de les formuler. Il suffit que Puységur formule un ordre, un désir silencieux et Victor l'exécute, comme s'il avait accès direct à ce qui se passe dans son esprit. Par ailleurs, lorsqu'il est en transe, Victor aide Puységur à diagnostiquer les maux des autres malades et lui explique la conduite à tenir envers eux. On parle de « lucidité magnétique » pour qualifier la clairvoyance des somnambules sur leur propre maladie, sur celle des autres et sur les remèdes qui leur conviennent. Puységur découvre en outre « qu'un somnambule peut voir à l'intérieur de son corps pendant qu'il est magnétisé, qu'il peut diagnostiquer sa maladie, prédire le jour de sa guérison et même communiquer avec les morts et les absents »:60. Au réveil, Puységur remarque que les somnambules ont oublié tout ce qui s'est produit alors qu'ils étaient magnétisés.
Les phénomènes de « lucidité magnétique » défient la rationalité des Lumières en ce qu'ils semblent impliquer que « la conscience humaine peut s'affranchir, dans certaines circonstances, des bornes du sujet et des contraintes spatio-temporelles qui semblaient encadrer inéluctablement son exercice. Cette fermeture du sujet était pour la pensée des Lumières de type axiomatique ». Face aux faits qu'il découvre et qui semblent étayer l'idée d'une interconnexion virtuelle des consciences, Puységur abandonne l'axiome de la fermeture de la conscience. Pour lui, ces phénomènes de lucidité doivent être étudiés comme le sont toutes les autres facultés humaines.
Très vite, les malades affluent à Buzancy et Puységur organise des traitements collectifs autour d'un grand orme. Le 17 mai, Puységur écrit à son frère : « Ils affluent autour de mon arbre, il y en avait ce matin plus de 130 ». Un témoin décrit la scène : « On a établi autour de l'arbre mystérieux, plusieurs bancs circulaires, en pierre, sur lesquels sont assis tous les malades, qui tous enlacent de la corde les parties souffrantes de leur corps. Alors l'opération commence, tout le monde formant la chaîne, et se tenant par le pouce. […] M. Puységur […] choisit entre ses malades plusieurs sujets que par attouchement de ses mains et présentation de sa baguette (verge de fer de 15 pouces environ), il fait tomber en crise parfaite […] Ces malades en crise, qu'on nomme médecins, ont le pouvoir surnaturel par lequel en touchant un malade qui leur est présenté, […] ils sentent quel est le viscère affecté, la partie souffrante ; ils indiquent à peu près les remèdes convenables ».
Selon certains auteurs, les expériences de Puységur auraient réactivé les croyances populaires de ses paysans, croyances liées aux guérisseurs, aux voyants et aux plantes médicinales,. Puységur aurait également contribué à restructurer ces croyances, influencé notamment par ses lectures de Rousseau. La manière dont certains somnambules, après avoir diagnostiqué un malade, se portent en extase en forêt vers la plante susceptible de le guérir, et décrivent l'endroit où on la trouvera, n'est pas sans rappeler les textes dans lesquels le philosophe herborise dans un état proche de l'extase, notamment dans Les Rêveries du promeneur solitaire.
En 1785, Puységur amène Victor Race à Paris pour faire une démonstration de ses découvertes devant Mesmer. La même année, il reprend le commandement de son régiment d'artillerie à Strasbourg et crée dans cette ville la Société harmonique des amis réunis, au sein de laquelle il forme plus de 150 magnétiseurs et institue de nombreux centres de traitements. Cette société continue à exister jusqu'en 1789 et publie de nombreux articles sur les différents cas traités par magnétisme. Homme des Lumières, Puységur commence par suivre les idées nouvelles du courant révolutionnaire, puis est dépassé par la tournure que prennent les événements. Nommé général d'artillerie en 1791, il démissionne en mai 1792. Alors que ses deux frères se réfugient à l'étranger, il refuse de les suivre. Sous la Terreur, Puységur passe deux années en prison avec sa femme et ses enfants mais évite le pire et n'est pas spolié de ses biens. Sous l'Empire, de 1800 à 1805, il est maire de Soissons.
Entre 1807 et 1813, Puységur publie plusieurs ouvrages en faveur du magnétisme et effectue des démonstrations avec le jeune paysan Hébert devant de nombreuses sommités médicales, dont le médecin Franz Joseph Gall et en 1815, il fait renaître la Société de l'harmonie de Mesmer sous le nom de Société du magnétisme.

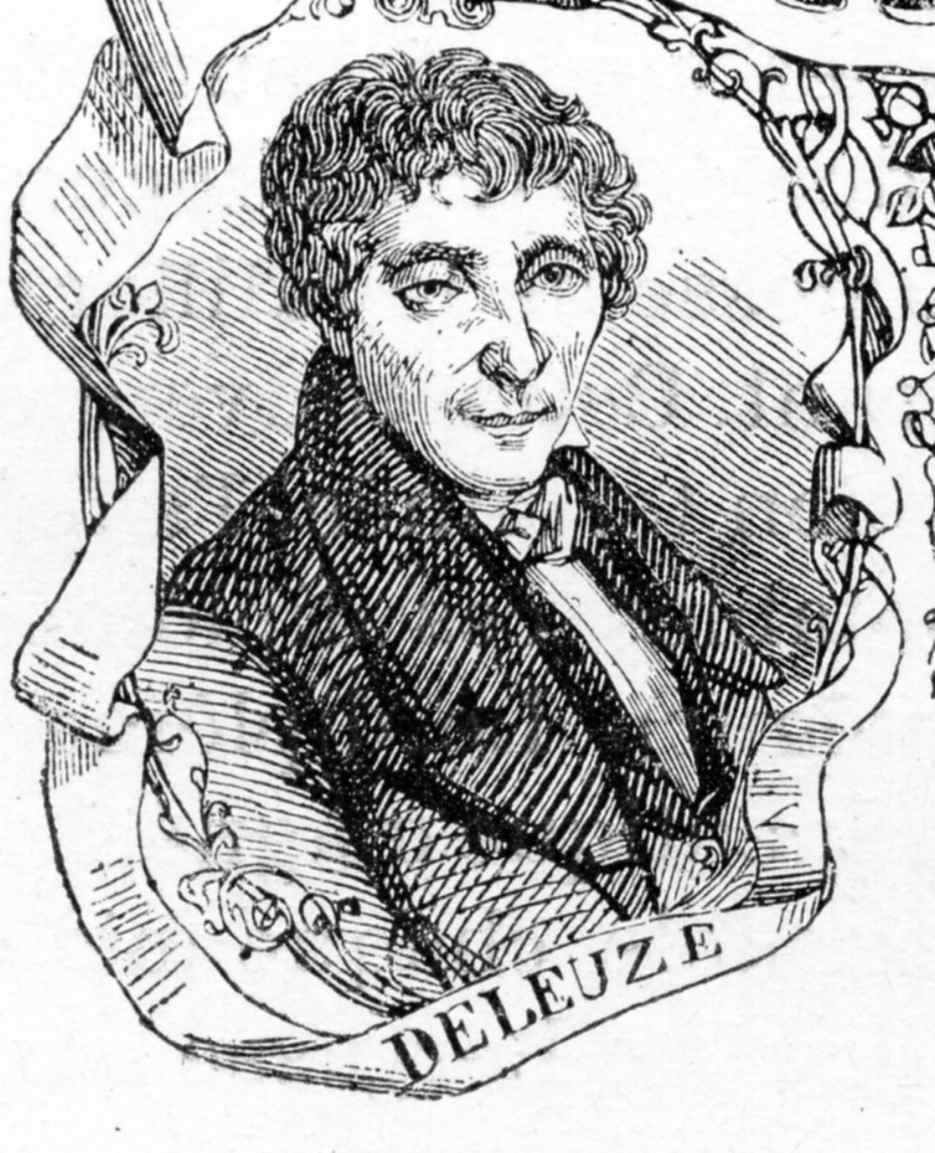
Joseph Philippe François Deleuze.

En 1814, l'intérêt pour les écrits d'un autre partisan du magnétisme animal, le naturaliste Joseph Philippe François Deleuze, collaborateur d'Antoine-Laurent de Jussieu au Muséum national d'histoire naturelle de Paris, donnent lieu à la publication d'une revue, les Annales du magnétisme, dans laquelle on expose les expériences conduites par les magnétiseurs à travers l'Europe. Cette revue prendra le nom de Bibliothèque du magnétisme animal à partir de 1818. Deleuze défend le magnétisme contre les positivistes de l'académie mais aussi contre l'aile droite de l'église catholique, représentée notamment par l'abbé Fustier, l'abbé Wurtz ou l'abbé Fiard, qui voient dans le magnétisme une conspiration maçonnique visant à saper les fondements de la chrétienté et derrière laquelle se profile Satan en personne.
On trouve également parmi les psychofluidistes Charles de Villers, Auguste Leroux, A.A. Tardy de Montravel, Louis Joseph Charpignon, Casimir Chardel, Charles Lafontaine et le médecin Alphonse Teste. Les membres de ce courant publient la plus grande partie de leurs écrits dans la Revue du magnétisme.

### Les spiritualistes
Les spiritualistes s'inscrivent dans un courant chrétien issu de l'illuminisme, lié à une branche mystique de la franc-maçonnerie. Leur chef de file est le théosophe Louis-Claude de Saint-Martin dont l'initiateur fut Martines de Pasqually et qui fut très influencé par les travaux d'Emanuel Swedenborg. Saint-Martin devient le vingt-septième membre de la Société de l'Harmonie le 4 février 1784 mais s'éloigne progressivement de Mesmer dont il regrette l'insistance matérialiste sur l'action du fluide:70. Certains spiritualistes prétendent agir directement sur le patient, sans l'influence d'un fluide, par la volonté et la prière. D'autres considèrent que les magnétisés entrent en contact avec des entités supra-humaines. Ces théosophes magnétiseurs lyonnais travaillent avec des femmes somnambules qui sont censées avoir un contact privilégié aux mystères célestes. Parmi ces femmes, on trouve Jeanne Rochette ou Marie-Louise de Monspey.
Au-delà des polémiques avec les psychofluidistes, on sait que Puységur a fréquenté ces milieux, notamment par l'intermédiaire de la loge maçonnique « La Candeur de Strasbourg » à laquelle il appartenait avec ses frères et dont le rituel s'inspirait de celui qu'avait institué Jean-Baptiste Willermoz, un autre disciple de Pasqually. En outre, Pasqually mettait comme Puységur l'accent sur l'importance de la volonté dans la cure magnétique.
On compte également parmi les spiritualistes plus tardifs Louis Alphonse Cahagnet et Henry Delaage.

### Les imaginationnistes
Les imaginationnistes rejettent la notion de fluide et celle de volonté. Ils n'en pratiquent pas moins le magnétisme en utilisant les effets de l'imagination.
À partir d'août 1813, l'abbé Faria donne à Paris un cours sur le somnambulisme magnétique, qu'il préfère appeler sommeil lucide. Un témoin de l'époque, le médecin Alexandre Bertrand, nous décrit sa méthode: « Il faisait placer sur un fauteuil la personne qui voulait se soumettre à son action, et l'engageait à fermer les yeux en se recueillant; puis, tout à coup, il prononçait d'une voix forte et impérative le mot Dormez, qui faisait ordinairement sur le patient une impression assez vive pour produire en lui une légère secousse de tout le corps, de la chaleur, de la transpiration, et quelquefois le somnambulisme ». Faria conteste aussi bien la théorie fluidique de Mesmer que la théorie de Puységur sur le rôle décisif de la volonté du thérapeute dans l'introduction de la transe magnétique. Il refuse en outre à la personnalité de l'hypnotiseur tout pouvoir effectif sur le patient et conteste les théories populaires sur les pouvoirs supranormaux des magnétiseurs. Pour lui, le sommeil lucide ne fait que libérer les pouvoirs cachés de l'âme, qui s'expriment de façon voilée et fragmentaire dans les rêves. Le magnétiseur ne fait qu'aider son patient à accéder à ses ressources intérieures.
Faria est ridiculisé dans la presse, notamment dans une série d'articles impitoyables d’Étienne de Jouy puis, à partir de 1816 dans une pièce de vaudeville de Jules Vernet, La magnétismomanie. Critiqué par les psychofluidistes, qui ne lui pardonnent pas son rejet du fluide, et par ses collègues ecclésiastiques, qui l'accusent de pactiser avec des forces démoniaques, il doit fermer son salon de conférences et se retire dans un pensionnat de jeunes filles en tant qu'aumônier.
Du 23 août 1819 à janvier 1820, le médecin Alexandre Bertrand, polytechnicien et futur chroniqueur scientifique au journal Le Globe, donne un cours public sur le magnétisme animal. D'abord partisan des thèses psychofluidistes, Bertrand devient un des maîtres à penser du courant imaginationniste. Parmi les auditeurs de Bertrand, on trouve un certain nombre de médecins qui portent le magnétisme en milieu hospitalier. Progressivement, plusieurs médecins de renom initialement sceptiques tels Husson, Léon Rostan, François Broussais, Pierre Fouquier ou Étienne-Jean Georget, assistent à des expériences qui les rallient à la cause du magnétisme.
On trouve également parmi eux le baron Étienne Félix d'Henin de Cuvillers, éditeur des Archives du magnétisme animal à partir de 1819, le philosophe Maine de Biran, le général François Joseph Noizet ainsi que Jules Denis, alias baron Jules Dupotet de Sennevoy, qui publie le Journal du magnétisme de 1845 à 1861.

## Controverses scientifiques

### En France
L'historien Robert Darnton a montré comment la science pendant les années 1780 inspire un enthousiasme tel, qu'il efface presque la limite, jamais très distincte avant le XIXe siècle, qui sépare la vraie science de la pseudo-science:39. À cette époque où l'aptitude du savant à exploiter les forces de la nature inspire une admiration quasi religieuse, où « Voltaire rend intelligible la théorie de la gravitation de Newton, ou Franklin applique les propriétés de l'énergie électrique à l'invention du paratonnerre, où Montgolfier stupéfie l'Europe en soulevant l'homme dans les airs, le fluide invisible de Mesmer ne semble pas tellement miraculeux »:21. En outre, à cette époque, les phénomènes magnétiques étaient souvent produits de façon impromptue sans protocoles stricts, et on négligeait de rédiger des procès-verbaux circonstanciés, ce qui rend difficile, aujourd'hui, l'appréciation des récits.
Si l'on peut considérer que le courant du magnétisme animal fait la transition entre la foi des Lumières dans la capacité de la raison à décoder les lois de la nature et la fascination du Romantisme pour le surnaturel et l'irrationnel:44, 138, il faut souligner que le conflit qui oppose les magnétistes à l'institution médicale ne met pas face à face les lumières de la raison et les ténèbres de l'occultisme, mais des conceptions différentes de la raison. Aux yeux de magnétiseurs tels Puységur, Deleuze ou Bertrand, la raison n'a pas le droit d'exclure des faits au nom d'une idée prédéterminée du possible et de l'impossible. Pour leurs adversaires, en revanche, les phénomènes magnétiques contredisent l'ordre de la nature et on perd donc son temps à les étudier.

#### Les commissions de Louis XVI

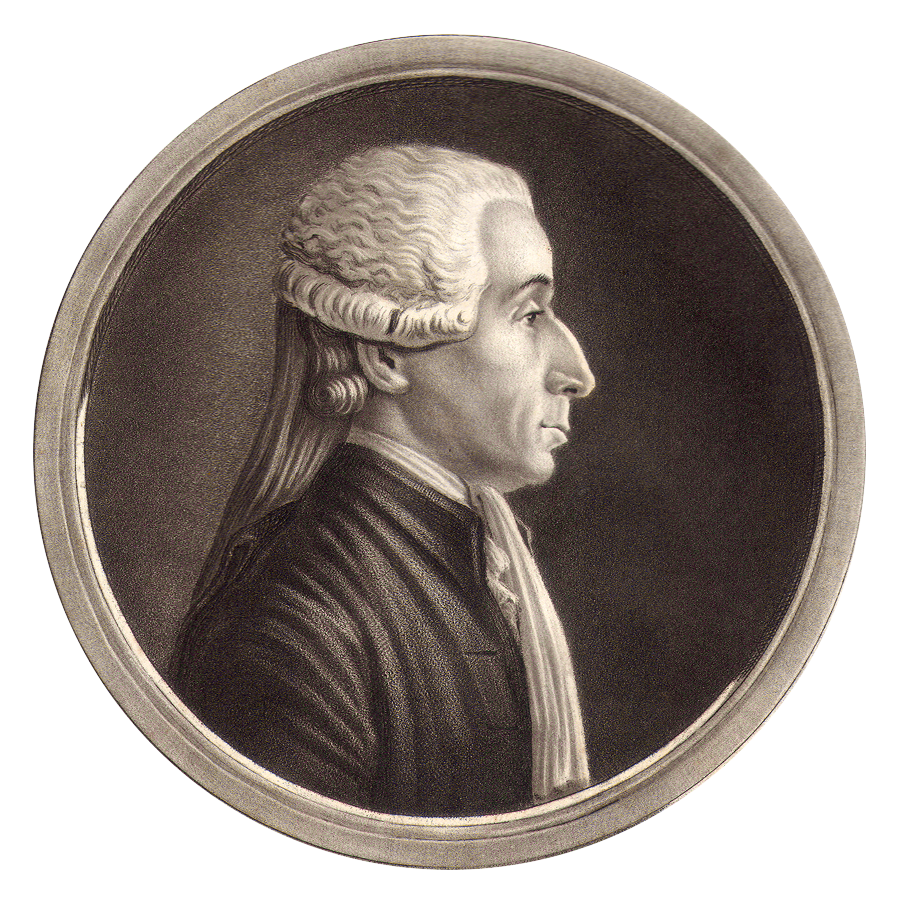
Jean Sylvain Bailly

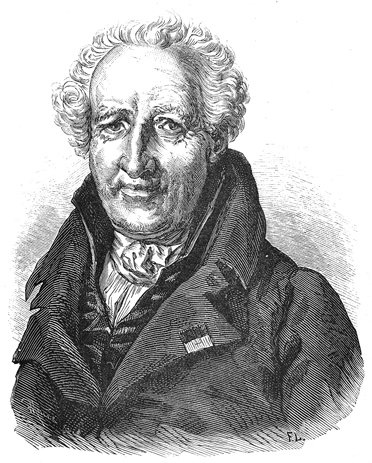
Antoine-Laurent de Jussieu

En 1784, confronté à la rumeur et à quelques cas de guérison sur des personnages haut placés, Louis XVI nomme deux commissions pour étudier la pratique du magnétisme animal :
- la première, qu'il nomme le 12 mars, est composée de quatre médecins de la Faculté de Paris : Michel Joseph Majault, Charles Louis Sallin, Jean d'Arcet, Joseph Ignace Guillotin ; et de cinq membres de l'Académie royale des sciences : l'officier de marine Gabriel de Bory, le physicien Jean-Baptiste Le Roy, l'astronome Jean Sylvain Bailly, le chimiste Antoine Lavoisier et l'ambassadeur des États-Unis Benjamin Franklin ;
- la seconde, qu'il fait nommer par le baron de Breteuil le 5 avril, est composée de membres de la Société royale de Médecine : Mauduyt de La Varenne, Charles-Louis-François Andry, Claude-Antoine Caille, Pierre-Isaac Poissonnier et le botaniste Antoine-Laurent de Jussieu.

Les commissaires se fondent sur l'observation du travail du disciple de Mesmer, le médecin Charles Deslon, qui, contrairement à son maître, a accepté de partager son expérience avec eux. Lors de leurs expériences, les commissaires constatent qu'une patiente est prise de crise en se croyant à tort mesmérisée, un autre patient est conduit devant cinq arbres dans le jardin de Franklin, dont un seul a été magnétisé par Deslon, il s'évanouit au pied de l'un des quatre autres. Dans la maison de Lavoisier, une tasse d'eau normale produit des convulsions chez une patiente qui avale calmement le contenu d'une tasse d'eau magnétisée:65. Dans son rapport officiel, Jean Sylvain Bailly conclut que « l'imagination sans magnétisme produit des convulsions […] le magnétisme sans imagination ne produit rien […] Les expériences sont uniformes et sont également décisives ; elles autorisent à conclure que l'imagination est la véritable cause des effets attribués au magnétisme » et que « tout traitement public où les moyens du magnétisme sont employés, ne peut avoir, à la longue, que des effets funestes ». Lavoisier rappelle que « c'est sur les choses qu'on ne peut voir ni palper qu'il est important de se tenir en garde contre les écarts de l'imagination ». Le rapport officiel de l'autre commission rend des conclusions très proches de celles de Bailly.
Bailly déclare aussi, dans un rapport secret au roi que « le traitement magnétique ne peut être que dangereux pour les mœurs ». Il souligne que « l'homme qui magnétise a généralement les genoux de la femme renfermés dans les siens ; les genoux et toutes les parties inférieures du corps sont par conséquent en contact. La main est appliquée sur les hypocondres et quelquefois plus bas sur les ovaires ; le tact est donc à la fois appliqué sur une infinité de parties et dans le voisinage des parties les plus sensibles du corps… l'attraction réciproque des sexes doit agir dans toute sa force ».
Antoine-Laurent de Jussieu, quant à lui, refuse de signer le même document que ses collègues et publie un contre-rapport dans lequel il déclare que « l'influence physique de l'homme sur l'homme » avec ou sans attouchements doit être admise. Deslon publie lui aussi un contre-rapport dans lequel il critique les méthodes et les conclusions des commissaires. Il y remarque que « si la médecine d'imagination est la meilleure, pourquoi ne ferions-nous pas de la médecine d'imagination? ». En outre, les partisans du magnétisme animal soulignent que la notion d'imagination permet aux commissaires de disqualifier le magnétisme sans pour autant avoir à prendre le risque de définir cette imagination qu'ils invoquent, et donc sans avoir à produire de témoin fiable pour cette définition.
À la suite de la publication en 24 000 exemplaires des deux rapports officiels, la Faculté de Médecine exige que ses membres initiés au magnétisme signent un acte d'abjuration dans lequel ils s'engagent à ce « qu'aucun docteur ne se déclarera partisan du magnétisme animal, ni par ses écrits ni par sa pratique ».

#### Le rapport Husson
Au début du XIXe siècle, l'opinion de l'académie reste largement défavorable au magnétisme animal, comme en témoignent notamment le pamphlet publié en 1812 par Antoine-François Jénin de Montègre, le secrétaire de l'Académie de médecine, dans lequel il accuse le magnétisme « d'être contraire à la raison, aux bonnes mœurs, et de conduire les hommes à l'abrutissement » et l'article de Julien-Joseph Virey, publié dans le Dictionnaire des sciences médicales en 1818. Il faut attendre 1825 pour qu'un médecin, le docteur Pierre Foissac, adresse à l'académie de médecine un mémoire pour plaider en faveur d'un réexamen du magnétisme. Il y déclare que le somnambulisme magnétique est susceptible d'ouvrir des voies nouvelles à la physiologie et à la psychologie. Une séance publique se tient le 20 janvier 1826 pour juger de l'opportunité de ce réexamen. Alors que certains membres de l'académie considèrent que les conclusions des commissions officielles de Louis XVI sur le magnétisme animal sont toujours valables, le professeur Husson, médecin-chef de l'Hôtel Dieu, fait remarquer que les théories adoptées, les moyens employés et les effets obtenus dans les traitements magnétiques ont changé depuis l'époque de Mesmer. En 1826, Husson se voit confier une commission officielle chargée de statuer sur le magnétisme animal. Cette commission commence son travail en janvier 1827 et présente ses conclusions à l'académie des sciences les 21 et 28 juin 1831, reconnaissant comme réels la plupart des phénomènes observés dans le magnétisme. En particulier, le rapport fait état de l'ablation d'une tumeur effectuée en 1829 par le chirurgien Jules Cloquet sous sommeil magnétique au cours de laquelle la patiente ne manifeste aucun signe de douleur. Le rapport décrit également la manière dont Foissac a guéri un paralytique jugé incurable par les médecins en utilisant le magnétisme. Selon le rapport, ce paralytique, un certain Paul Villagrand, aurait par ailleurs fait preuve de sa capacité à lire à travers des corps opaques devant la commission et plusieurs médecins, dont François Broussais.
Dans ce rapport, qui fait scandale et qui ne fut pas publié par l'académie, la commission déclare que « considéré comme agent de phénomènes physiologiques ou comme moyen thérapeutique, le magnétisme devrait trouver sa place dans le cadre des connaissances médicales […] l'Académie devrait encourager les recherches sur le magnétisme comme une branche très curieuse de psychologie et d'histoire naturelle ».

#### La ligne Dubois
En 1833, le médecin Frédéric Dubois (d'Amiens) publie un pamphlet attaquant les magnétiseurs et le rapport Husson qui a entretemps été publié par Foissac. Dans ce texte, Dubois assimile l'ensemble des magnétiseurs à des charlatans et se dit « révolté de voir la réputation de graves personnages compromise par d'indignes jongleries ». En 1837, une commission dirigée par Dubois est nommée pour étudier les phénomènes magnétiques présentés par le docteur Didier Berna. Berna propose des protocoles expérimentaux qui ne sont soit pas acceptés par la commission soit rapportés de manière différente. Par ailleurs, Berna demande aux commissaires de s'engager à signer les protocoles expérimentaux à chaque séance, ce que ces derniers refusent. La commission Dubois, qui n'a effectué qu'une demi-douzaine d'expériences sur deux somnambules, rend des conclusions absolument opposées à celles de Husson. Selon son rapport, qui est lu à l'Académie de médecine les 12 et 17 août 1837, aucun des phénomènes allégués par les magnétiseurs n'a pu être observé.
Malgré les protestations de Husson et de Berna, le 15 juin 1842, l'académie de médecine décide de ne plus s'intéresser au magnétisme animal.

### En Europe

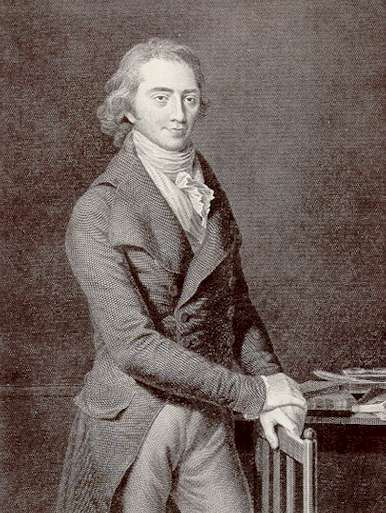
Christoph Wilhelm Hufeland.

Alors qu'en France les autorités scientifiques ont presque toujours rejeté le magnétisme, la situation est différente en Prusse. En 1812, le gouvernement prussien nomme une commission d'enquête qui publie en 1816 un rapport favorable au magnétisme. Par la suite, les universités de Berlin et de Bonn instituent des chaires de mesmérisme. Parmi les mesmériens germanophones, on peut citer les médecins David Ferdinand Koreff, Christoph Wilhelm Hufeland, Karl Alexander Ferdinand Kluge, Karl Christian Wolfart, Karl Schelling, Arthur Lutze (de), Carl August von Eschenmayer et Justinus Kerner.
En 1815, le Tsar Alexandre Ier de Russie nomme une commission qui conclut que le magnétisme est un agent réel mais qu'il ne doit être pratiqué que par des médecins instruits. En 1817, le roi Frédéric VI du Danemark publie une ordonnance analogue sur le même sujet.
Le mesmérisme rencontre un certain écho en Suisse, notamment à Lausanne dès 1786, grâce au Français Michel Servan, avocat général au Parlement de Grenoble. Plusieurs séances sont organisées sous sa direction chez des particuliers, malgré l'avis défavorable du médecin lausannois Auguste Tissot.
John Bell est le premier à pratiquer et enseigner le magnétisme animal à Londres dans les années 1780. En 1786, les Mémoires pour servir à l'histoire et à l'établissement du magnétisme animal de Puységur paraissent à Londres. Vers 1787, le docteur Jean-Bonnoit de Mainauduc, élève de Charles Deslon, arrive lui aussi de France et commence à y enseigner le magnétisme animal. L'intérêt pour le magnétisme reprend en 1833, à la suite de la traduction en anglais du Rapport Husson et sa publication dans le journal médical The Lancet par J.C. Colquhoun, magnétiseur formé en Allemagne.
En 1837, Jules Dupotet de Sennevoy, qui avait conduit les expériences pour la commission Husson, « exporte » à son tour la pratique du magnétisme animal en Angleterre et forme notamment le médecin anglais John Elliotson. Ce dernier est, avec le médecin des Indes britanniques James Esdaile, un précurseur de l'usage du magnétisme animal en anesthésiologie. Objet de suspicions de fraude lors de démonstrations publiques sur deux femmes somnambules effectuées avec Dupotet, Elliotson est contraint de démissionner de son poste de professeur au University College de Londres en 1838, sous la pression du journal médical The Lancet, dont le directeur, Thomas Wakley avait été originairement favorable au magnétisme. Le magnétisme est donc expulsé de l'institution britannique, mais, à la différence de la France, aucun décret officiel ne vient en empêcher ou en limiter la pratique. De 1843 à 1856, Elliotson publie la revue The Zoist consacrée au magnétisme animal.

### Aux États-Unis

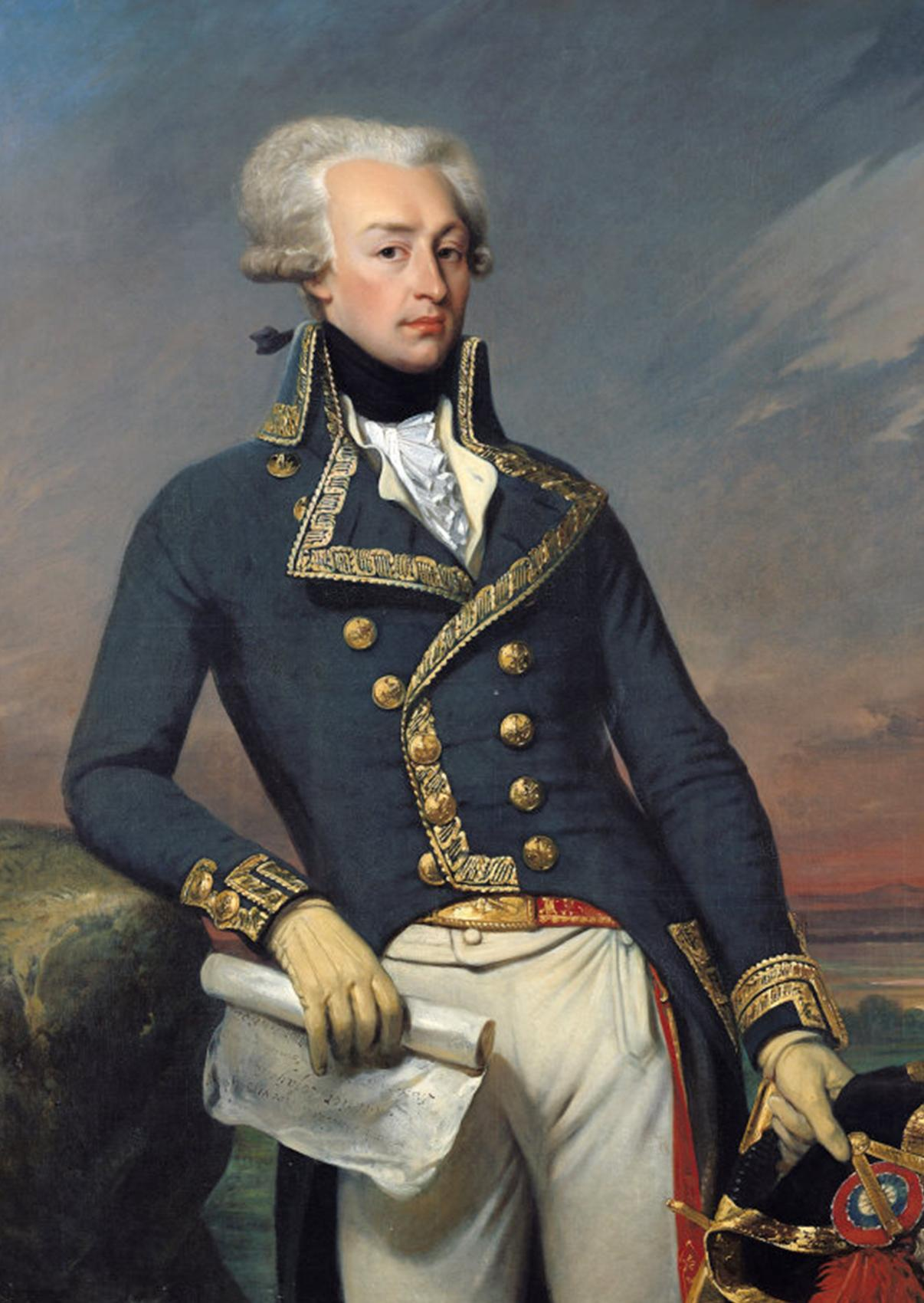
Marquis de Lafayette

En mai 1784, le Marquis de Lafayette écrit une lettre enthousiaste à propos des travaux de Mesmer à George Washington. Lafayette écrit: « Un docteur allemand nommé Mesmer, ayant fait la plus grande découverte sur le magnétisme animal, a formé des élèves, parmi lesquels votre humble serviteur est appelé l'un des plus enthousiastes ». Cette lettre est suivie d'une lettre de Mesmer lui-même le 16 juin à laquelle Washington répond cinq mois plus tard en confirmant qu'il a bien rencontré Lafayette. Ce dernier a entretemps donné une ou deux leçons de magnétisme animal et rencontré une communauté de Shakers ayant vu une similarité entre les pratiques de transe de ces derniers et les crises mesmériennes. Lafayette participe également à des rituels nord-Amérindiens, persuadé que le magnétisme animal est la redécouverte d'une pratique ancienne et primitive. On sait en revanche que Benjamin Franklin et Thomas Jefferson étaient tous deux hostiles à la pratique du magnétisme animal. Jefferson, qui redoutait qu'une vague de mesmérisme n'envahisse son pays, envoyait de nombreux pamphlets antimesméristes et des copies des rapports des commissions à des amis influents.
Dans les années 1790, Elisha Perkins, membre fondateur de la société de médecine du Connecticut, fait un usage thérapeutique de plaques métalliques. La pratique de Perkins est mal reçue aussi bien des partisans du magnétisme animal que des médecins de l'académie et Perkins est exclu de la Société de médecine du Connecticut.
Parmi ceux qui « importent » le magnétisme animal en Amérique du Nord, on trouve également Joseph du Commun, qui donne ses premières leçons de magnétisme animal à New York en 1829 et Charles Poyen Saint Sauveur, qui enseigne et pratique le magnétisme animal dans le Massachusetts à partir de 1834. Aux États-Unis « les dispositifs de protection institutionnels, encore embryonnaires, ne freinent pas comme en France le développement du mesmérisme ».

### Le déclin du mesmérisme
Depuis la découverte de l'électromagnétisme par Hans Christian Ørsted en 1820, Ampère (1827) et Faraday (1831), la compréhension du magnétisme physique avance à grands pas. Durant la même période la médecine progresse et on se rend compte que les nerfs ne sont pas commandés par un fluide magnétique. Toutes ces découvertes ne vont pas dans le sens des courants du magnétisme animal mesmérien et psychofluidiste, qui mettaient l'accent sur l'existence du fluide. Enfin, en 1887, l'expérience de Michelson-Morley démontre - à la grande surprise des scientifiques de l'époque - que la vitesse de la lumière est indépendante de son environnement et donc qu'aucun éther physique n'est le support de la lumière et de l'électromagnétisme. À la fin du XIXe siècle, les personnes qui se réclament encore du magnétisme animal sont essentiellement des adeptes des sciences occultes ou des personnes se disant « guérisseurs ».
Au XXe siècle le mesmérisme n'a pas totalement disparu pour autant. Certaines de ses théories se poursuivent et se réinventent, notamment en cherchant une caution qui emprunte aux concepts issus des médecines traditionnelles asiatiques. C'est ainsi que les magnétiseurs contemporains ont délaissé le mot fluide qu'ils remplacent volontiers par le prana indien ou le qi chinois. On a vu par exemple se développer dans les années 1970 aux États-Unis la technique du Toucher thérapeutique qui reprend nombre des concepts du mesmérisme.

## Influence et postérité du magnétisme animal

### Du magnétisme animal à l'hypnose

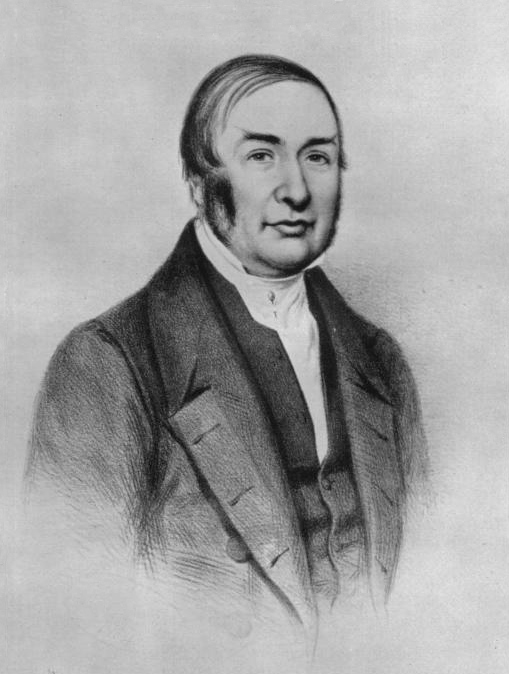
James Braid

On peut considérer que l’hypnose est une réélaboration de la pratique des magnétiseurs par des médecins, épurée de certains phénomènes jugés occultes et en tant que tels inacceptables par l'académie. Ainsi, dans leur livre sur le magnétisme, les hypnotistes français Alfred Binet et Charles Féré opposent « l'histoire merveilleuse du magnétisme animal… aux faits positifs de l'hypnotisme ». Un autre hypnotiste, Pierre Janet, regrette que « la crainte de ce renom de charlatanisme qui reste attaché aux opérations du magnétisme animal » ait longtemps empêché les psychologues de s'intéresser aux phénomènes de somnambulisme.
Dans tous les cas les deux lignées continuent parallèlement. On trouve par exemple en France, au début de 1900, les frères Durville, qui continuent à développer autonomement les concepts du magnétisme et qui continuent à éditer la revue Le Magnétisme, fondée par le baron Dupotet.
Il est généralement admis que le chirurgien écossais James Braid fait la transition entre le magnétisme animal et l'hypnose. En 1841, Braid assiste à une démonstration du magnétiseur public Charles Lafontaine et en 1843 il publie Neurypnologie, Traité du sommeil nerveux ou hypnotisme. Dans ce livre, Braid essaie de se différencier des travaux des magnétiseurs imaginationnistes. Pour cela, il remplace leur méthode d'induction visuelle par fixation de l'attention sur la main tendue du magnétiseur par la fixation de l'attention sur un objet brillant.
En France, le 5 décembre 1859, le chirurgien Alfred Velpeau rend compte devant l'Académie des sciences d'une intervention pratiquée sous anesthésie hypnotique selon la méthode de Braid au nom de trois jeunes médecins, Eugène Azam, Paul Broca et Eugène Follin. Ces derniers ont pratiqué la veille à l'hôpital Necker l'opération d'une tumeur anale sous anesthésie hypnotique. L'opération, très douloureuse par nature, se passe sans que la patiente ne donne aucun signe de douleur. En 1860, Joseph-Pierre Durand de Gros publie son Cours théorique et pratique du Braidisme, ou hypnotisme nerveux. En 1870, Hippolyte Taine présente une introduction aux théories de Braid dans son De l'Intelligence.

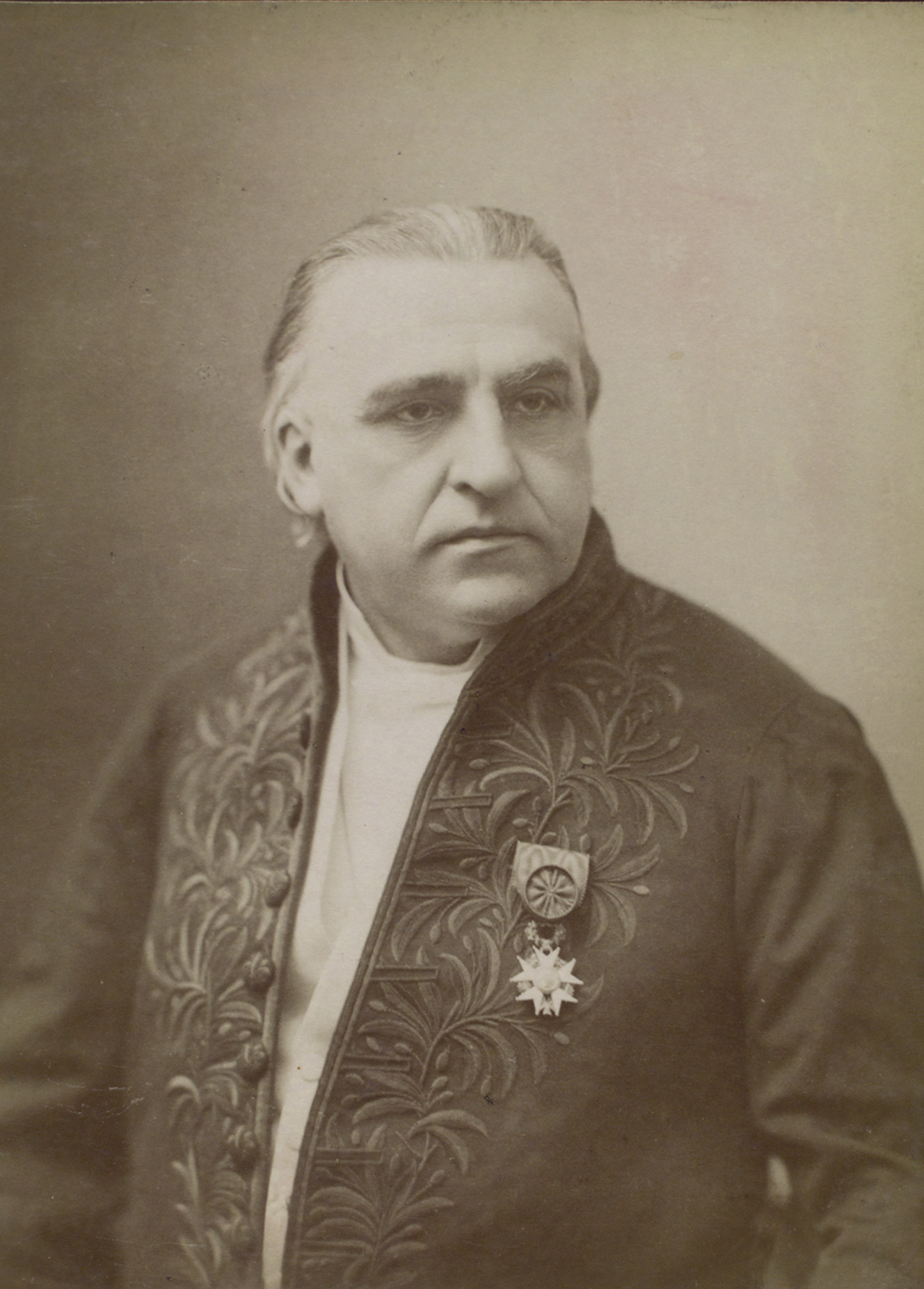
Jean-Martin Charcot.

Vers 1848, Ambroise-Auguste Liébeault, encore jeune interne en chirurgie, commence à s'intéresser au magnétisme animal. Il lit notamment le Manuel pratique de magnétisme animal d'Alphonse Teste et prend connaissance du rapport Husson déposé en 1831. Influencé par les magnétiseurs Charles Lafontaine et Jules Dupotet de Sennevoy, il commence à endormir des jeunes femmes. En 1864, il s’installe à Nancy comme guérisseur philanthrope, guérissant des enfants avec de l'eau magnétisée et par l'imposition des mains. Son intérêt pour le magnétisme animal a été ravivé par la lecture des travaux de Velpeau et Azam. Il apparaît comme un marginal à une époque où le magnétisme animal était complètement discrédité par l'académie lorsqu'il publie en 1866 dans l'indifférence générale Du sommeil et des états analogues considérés surtout du point de vue de l'action du moral sur le physique. Il y fait état de notions théoriques et pratiques largement proches de celles des magnétiseurs du courant imaginationniste. Liébeault est à l'origine de l'École de Nancy.
En 1876, le neurologue Jean-Martin Charcot est membre d'une commission nommée par Claude Bernard pour étudier les expériences de métallothérapie du médecin Victor Burq. En 1878, Charcot commence à étudier l'hypnose sous l'influence de Charles Richet et en 1882, dans Sur les divers états nerveux déterminés par l'hypnotisation chez les hystériques, il réhabilite l'hypnose comme sujet d'étude scientifique en la présentant comme un fait somatique propre à l'hystérie. Charcot est à l'origine de l'École de la Salpêtrière.
Les spécialistes de l'hypnotisme n'accèdent pas à certains phénomènes observés par les magnétiseurs, la lucidité magnétique notamment. Ils sont vivement critiqués par les tenants du magnétisme, qui considèrent qu'ils ne produisent que des effets caricaturaux, rabaissant la personne au lieu de l’élever. La question est de savoir si, en état somnambulique, les sujets sont plongés dans un état d'automatisme et de conscience amoindrie ou bien si, au contraire, comme l'ont toujours prétendu les magnétiseurs, ils accèdent à des facultés nouvelles et à une présence au monde plus intense.

### Somnambules et voyants

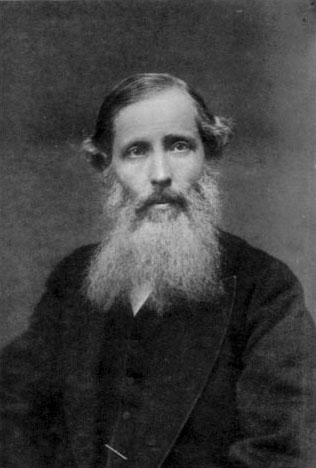
Henry Sidgwick.

Alors que les hypnotistes cherchent à « épurer » la pratique du magnétisme de ses aspects occultes et merveilleux, d'autres tentent d'étudier les phénomènes extraordinaires présentés par certains sujets lorsqu'ils sont en transe somnambulique.
C'est notamment le cas du médecin allemand Justinus Kerner, qui s'intéresse à la célèbre somnambule de Prevorst, Friederike Hauffe, qui vivait dans un état quasi permanent de transe somnambulique. Selon Kerner, Friederike possédait le don de seconde vue, celui de prédiction, pressentait la mort de certaines personnes, décelait les maladies, prescrivait des remèdes, se montrait très sensible à certaines substances. Elle voyait même les morts et entretenait un commerce quasi permanent avec les esprits.
En France, on citera le cas de la voyante Léonide Pigeaire de Montpellier qui était censée lire à travers les corps opaques. On sait notamment que le physicien François Arago, George Sand et Théophile Gautier assistent aux expériences effectuées avec Léonide à Paris en 1838. Il faut aussi citer le fameux Alexis Didier, qui fut notamment l'objet d'expériences menées par le professeur anglais Herbert Mayo vers 1850. C'est vers cette époque qu'apparaît le spiritisme, dans lequel les « médiums » entrent dans un état de transe qui peut faire penser à celui des somnambules.
En 1875, le philosophe anglais Henry Sidgwick entreprend d’étudier de manière scientifique les médiums spirites, inaugurant le courant des « sciences psychiques » avec la création de la SPR, Society for Psychical Research. Quelques années plus tard, avec le philosophe William James, ils étudient des sujets telle la célèbre « médium » Eleonora Piper. En France, la métapsychique émerge à partir de 1905, notamment avec les travaux de Charles Richet. Richet, avec des savants mondialement reconnus tels le psychiatre Gilbert Ballet, Édouard Branly, Pierre Curie, Marie Curie, Henri Bergson et Jean Perrin, mène des expériences avec la médium napolitaine Eusapia Palladino de 1905 à 1907. Après 1910, les tenants de la psychologie de laboratoire importée d'Allemagne font barrage à la montée des sciences psychiques, et finissent par la juguler après la mort de William James.

### Le magnétisme animal et la politique
Parmi les premiers disciples de Mesmer, on compte bon nombre des futurs chefs de la révolution française dont La Fayette, Jacques Pierre Brissot, Nicolas Bergasse, Adrien Duport, Jean-Louis Carra et Jean-Jacques Duval d'Eprémesnil:49. Lorsque Bergasse, Kornmann et D'Eprémesnil sont exclus de la Société de l'Harmonie en 1785, ils accusent Mesmer d'avoir trahi le but original du mouvement, à savoir la lutte contre « le despotisme des académies », et ils étendent cette lutte à la guerre contre le despotisme politique:81. Quant à Brissot, qui a rejoint le groupe au cours de l'été 1785 et s'est lui aussi converti au magnétisme animal, il accuse le gouvernement français d'utiliser les académies pour étouffer les nouvelles vérités de la science et de la philosophie.
Pour Bergasse et Brissot, « le fluide magnétique par lequel Mesmer explique l'action magnétique affecte tous les hommes et manifeste leur égalité essentielle au-delà des distinctions sociales ». Or, à cette époque on reconnaît aux seuls rois le pouvoir de guérir les malades par le toucher. Ce pouvoir du roi de France à guérir les personnes souffrant des écrouelles est reconnu depuis le XIe siècle et confirme le droit divin dont procède la charge du monarque. Ainsi, le magnétisme représente-t-il une pratique lourde de menaces pour l'ordre politique de l'époque.
Pendant la révolution, le magnétisme animal recule, dispersé par l'émigration et les bouleversements sociaux, et ne reprend de l'ampleur que sous le Premier Empire et sous la Restauration:146. En 1815, la baronne de Krüdener, arrivée à Paris avec l'armée russe, s'entoure des magnétiseurs Puységur et Bergasse. Ce dernier reçoit plusieurs fois sa visite en compagnie du tsar Alexandre Ier de Russie lui-même.

### Le magnétisme animal et la philosophie

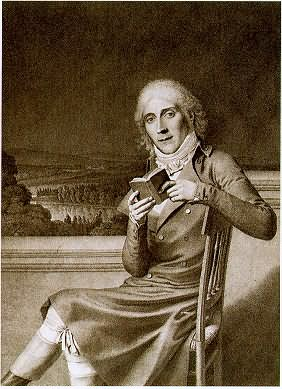
Maine de Biran.

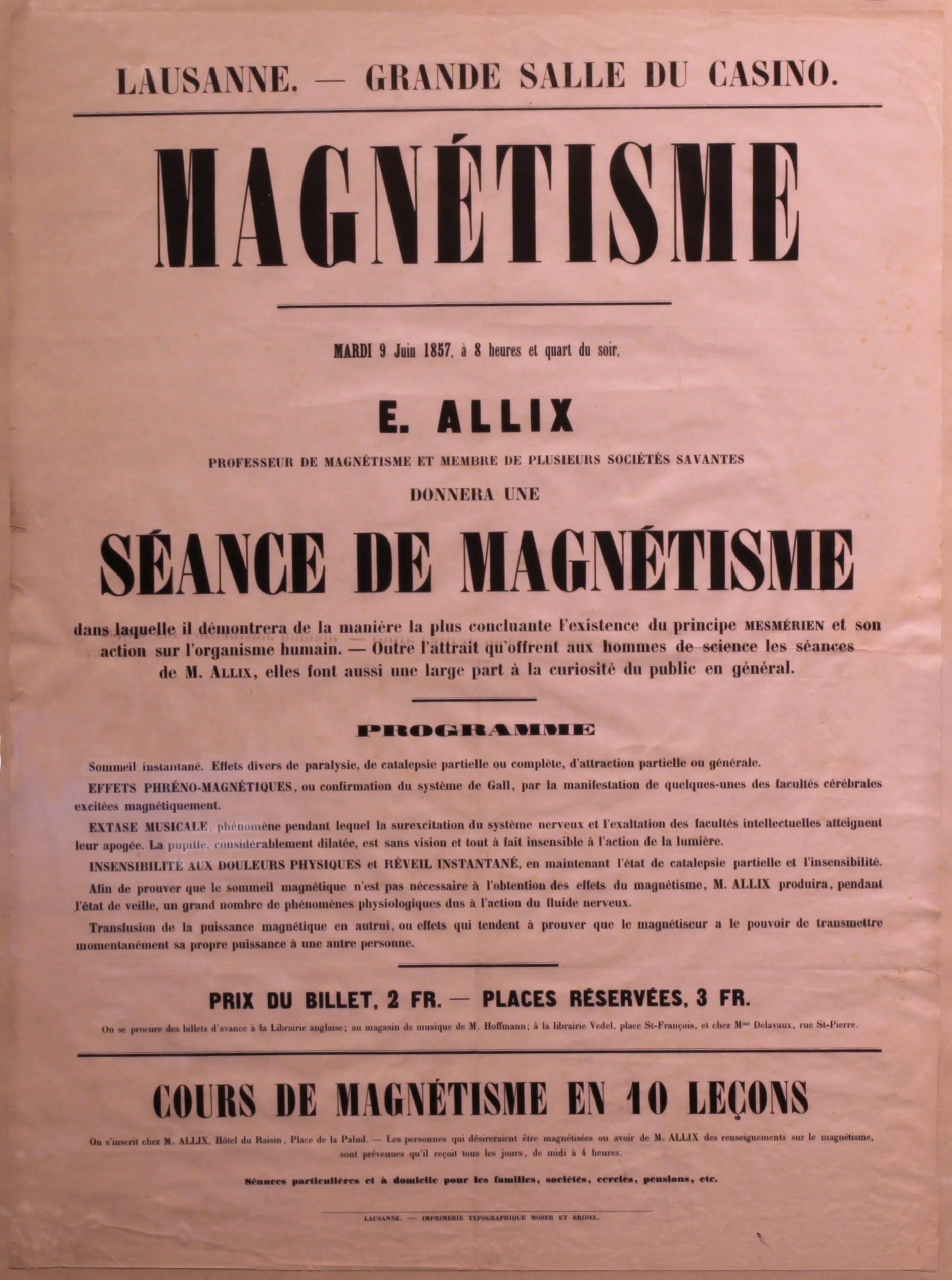
Affiche d'une séance publique de magnétisme.

Le philosophe Maine de Biran, comme son ami le physicien André-Marie Ampère, était passionné par le magnétisme animal. Pour comprendre le somnambulisme, Maine de Biran commence par définir le sommeil comme « la suspension de l'effort et des facultés volontaires » qui permet de laisser à l'œuvre la faculté de « sentir ou de recevoir des impressions et d'en être affecté ». Il distingue les impressions obscures qui n'accèdent jamais à la représentation proprement dite des perceptions complètes qui exigent l'activité du moi pour être représentées. Il suggère que dans l'état somnambulique, les impressions obscures, « une multitude d'impressions nulles ou sans effet dans l'état ordinaire, devenues sensibles alors, pourraient servir de signes ou de moyens de communication du magnétiseur au magnétisé ». Ainsi, ce que dévoile l'état somnambulique, c'est cette influence d'une vie sous-jacente par laquelle nous participons, par l'intermédiaire de l'imagination passive, à l'animalité. Selon cette perspective, l'état magnétique serait « le révélateur des fils avec lesquels sont tissées, le plus souvent à notre insu, toutes les relations entre les humains ».
Mais de manière générale, en France, la philosophie universitaire, peu à peu gagnée par le rationalisme positiviste, s'intéresse peu au magnétisme. En Allemagne en revanche, le magnétisme animal est un objet de référence constante pour les plus grands penseurs tels Hegel, Schelling, Fichte, Schopenhauer ou Gustav Fechner.
Hegel, qui a lu Hufeland, Kluge et Schelling, parle du magnétisme animal au début de la troisième partie de son Encyclopédie des sciences philosophiques intitulée Philosophie de l'esprit. Hegel mentionne également le magnétisme animal dans sa correspondance avec le philosophe Schelling (frère de Karl Schelling) et avec son ancien élève, le hollandais Pieter Gabriel van Ghert. Dans une lettre à ce dernier, il écrit en parlant du magnétisme animal : « Son effet me parait résider dans la sympathie qu'une individualité animale peut contracter avec une autre, dans la mesure où la sympathie de celle-ci avec elle-même, sa fluidité à soi-même, est inhibée ou interrompue ». Pour Hegel, si, du point de vue de la conscience, l'état magnétique est une chute, une perte, un danger, la source de maintes erreurs, s'il est cette conscience entrée dans la maladie, il n'en est pas moins, en lui-même, un bienfait, car il restaure « l'âme sensible » par la plongée de l'individu en ce qui le fonde : avec le magnétisme animal, l'être humain récupère un peu de son sentir du vivant qu'il a perdu avec la conscience.
Pour Schopenhauer, le magnétisme animal est une fonction du vivant, qui a son siège dans le système ganglionnaire, centre de la vie inconsciente, devenu seul centre de la vie psychique par une restriction temporaire du système cérébral, centre de la vie consciente. Il considère que la transe somnambulique fait collaborer les deux modes, normalement séparés de la conscience vigile et du sentir primitif. Schopenhauer suggère en outre qu'un processus inconscient analogue à celui du patient s'opère parallèlement chez le thérapeute. Pour lui, l'influence dans le magnétisme ne s'exerce pas seulement comme un rapport d'un esprit avec un autre esprit, mais aussi comme une communication corporelle sans contact physique directe, plus subtile, plus indirecte, plus voilée. Dans les suppléments au quatrième livre du Monde comme volonté et comme représentation, il fait le lien entre l'amour, la sexualité, la magie et le rapport magnétiseur-magnétisé, expressions différentes d'un même phénomène universel de sympathie entre les êtres vivants.
Schopenhauer a consacré deux textes au magnétisme animal. Le premier dans La Volonté dans la Nature (1836), trente pages où l'on peut lire :
…« dans le magnétisme animal, nous constatons aussitôt la ruine du principium individuationis (espace et temps) qui appartient au domaine de la simple apparence. Les barrières qu'il impose aux individus et qui les séparent sont rompues; entre magnétiseur et somnambule, l'espace n'est plus une séparation, la communauté des pensées et des mouvements de la Volonté s'instaure. L'état somnambulique transporte l'individu au-delà des conditions qui appartiennent au simple phénomène, déterminées par l'espace et le temps, et qui s'appellent proximité et éloignement, présent et futur. »
Dans les Parerga et Paralipomena (1851), le chapitre 5 du premier livre (60 pages) est consacré aux Apparitions et les faits qui s'y rattachent.

### Le magnétisme animal dans l'art et la littérature
Le médecin David Ferdinand Koreff, titulaire d'une chaire de magnétisme animal à l'université de Berlin, contribue à créer à Paris dès 1822 la grande vogue des Contes d'Hoffmann, son ami mesmériste:161. Il introduit Heinrich Heine dans les cercles littéraires parisiens et influence Hugo, Stendhal, Balzac, Delacroix, Madame de Staël et Chateaubriand. Le magnétisme animal occupe une place importante dans la préface philosophique des Misérables de Victor Hugo, dans Ursule Mirouët et dans l'avant-propos de La Comédie humaine d'Honoré de Balzac. Alexandre Dumas a fréquemment recours au magnétisme animal dans son roman Joseph Balsamo et rend compte du baquet de Mesmer dans la suite : Le Collier de la reine. Edgar Poe fait de la cure magnétique le sujet de deux de ses nouvelles : Révélation magnétique (1844) et La Vérité sur le cas de M. Valdemar (1845).
Mozart, qui avait bien connu Mesmer à Vienne, donne une place (ironique) au magnétisme animal dans son opéra Così fan tutte.
John Elliotson était le médecin personnel de Charles Dickens, William Thackeray et Harriet Martineau. Cette dernière, qui souffre d'une maladie chronique, entreprend en 1844 une cure de mesmérisme initiée par le magnétiseur Spencer T. Hall, qui lui permet en quelques mois d'obtenir une nette amélioration de son état. Elle publie l'année suivante ses Lettres sur le mesmérisme (Letters on Mesmerism). Le traitement suivi par Harriet Martineau est l'objet de la curiosité d'Elizabeth Barrett Browning et de Charlotte Brontë, qui procède à une expérimentation sur elle-même et écrit à ce sujet à sa sœur Emily en 1851.
Dans son roman philosophique Island, paru en 1962, Aldous Huxley fait allusion au magnétisme animal. Il se réfère notamment à un article paru dans The Lancet pour dénoncer la pratique du magnétisme par John Elliotson.
Dans le film Cure (1997) du japonais Kiyoshi Kurosawa, un policier poursuit un meurtrier amnésique qui agit par mesmérisme.
Le mesmérisme est l'un des principaux sujets du roman L'armata dei sonnambuli (it) écrit par un collectif d'écrivains italiens, Wu Ming, œuvre publiée en 2014.
Animal Magnetism est le 7e album du groupe de hard rock allemand Scorpions , paru en 1980 et dont la pochette controversée confère un sens sexualisé à ces termes. C'est aussi le titre du 9e et dernier morceau de l'album dont les paroles sans équivoque en anglais argotique voire en argot américain associées à une musique fiévreuse confirment le sens érotique.
The Caterpillar, single du groupe de new wave britannique The Cure paru en 1984 et présent sur l'album The Top, cite également l'hypnose et le mesmérisme dans un registre amoureux.
Dans son roman Drood, paru en 2009, Dan Simmons explique que Charles Dickens était adepte du mesmérisme et qu'il utilisait cette technique lors des lectures publiques qu'il réalisait. Son ami, Wilkie Collins, aurait été mesmérisé par Drood, personnage énigmatique voulant remettre à l'honneur la religion égyptienne et ses pratiques antiques.

#### Avant la Révolution Française
- Franz-Anton Mesmer, De l'influence des planètes sur le corps humain, 1766
- Franz-Anton Mesmer, Mémoire sur la découverte du magnétisme animal, 1779,  Édition numérique disponible sur wikisource, en version ePub  (ISBN 9782362740015). Il y a aussi une édition papier chez Allia, 2006,  (ISBN 2844852262).
- Charles Deslon, Observations sur le Magnétisme Animal, 1780, en version ePub (ISBN 9782362740251).
- Franz-Anton Mesmer, Précis historique des faits relatifs au magnétisme animal, 1781, en version ePub  (ISBN 9782362740053).
- Armand Marie Jacques de Chastenet de Puységur, Mémoires pour servir à l'histoire et à l'établissement du magnétisme animal, 1784,  (ISBN 2911416805)
- Jean Sylvain Bailly, Rapport des commissaires chargés par le roi de l'examen du magnétisme animal, Paris, Moutard, 1784
- Jean-Sylvain Bailly, Rapport secret présenté au ministre et signé par la commission précédente, Paris, 1784
- Rapport des commissaires de la Société Royale de Médecine nommés par le roi pour faire l'examen du magnétisme animal, Paris, 1784
- Antoine-Laurent de Jussieu, Rapport de l'un des commissaires chargés par le roi de l'examen du magnétisme animal, Paris, 1784
- Nicolas Bergasse, Considérations sur le Magnétisme animal, 1784
- Abbé Petiot, Autres rêveries sur le magnétisme animal, à un académicien de province, Bruxelles, 1784
- Michel Thouret, Recherches et doutes sur le magnétisme animal, Paris, 1784
- Nicolas de Condorcet, « Raisons qui m'ont empêché jusqu'ici de croire au magnétisme animal », 1785 (jamais publié - conservé à la Bibliothèque de l'Institut de France)
- A.A. Tardy de Montravel, Essai sur la théorie du somnambulisme magnétique, Londres, 1785
- Jacques Pierre Brissot, Un mot à l'oreille des académiciens de Paris, 1785
- Jean-Louis Carra, Examen physique du magnétisme animal, Londres, 1785
- Antoine-François Delandine, De la Philosophie corpusculaire, ou des connaissances et des procédés magnétiques chez les divers peuples, Paris, 1785
- M. le comte de Lutzebourg, Extrait des journaux d'un magnétiseur attaché à la Société des Amis réunis de Strasbourg, avec des observations sur les crises magnétiques connues sous la dénomination de Somnambulisme, Strasbourg, 1786
- Charles de Villers, Le magnétiseur amoureux, 1787, (rééd. par François Azouvi, précédé de La polémique du magnétisme animal et suivi de Documents sur l'histoire du mesmérisme, Librairie Philosophique Vrin, 2007)  (ISBN 2711618382)
- Désiré Pététin, Mémoire sur la découverte des phénomènes que présentent la catalepsie et le somnambulisme, 1787
- Franz-Anton Mesmer, Mémoire de F. A. Mesmer, Docteur en Médecine, sur ses Découvertes, 1799, en version ePub  (ISBN 9782362740091).

#### AuXIXesiècle
- Armand Marie Jacques de Chastenet de Puységur, Du magnétisme animal considéré dans ses rapports avec diverses branches de la physique générale, 1807
- Désiré Pététin, Électricité animale, Paris, Brunot-Labbe, 1808
- Armand Marie Jacques de Chastenet de Puységur, Recherches, expériences et observations physiologiques sur l'homme dans l'état du somnambulisme naturel, et dans le somnambulisme provoqué par l'acte magnétique, 1811
- (de) Christoph Wilhelm Hufeland, Ueber Sympathie, 1811
- Armand Marie Jacques de Chastenet de Puységur, Les fous, les insensés, les maniaques et les frénétiques ne seraient-ils que des somnambules désordonnés ?, Paris, 1812
- Antoine-François Jénin de Montègre, Du magnétisme et de ses partisans, Paris, D. Colas, 1812
- Armand Marie Jacques de Chastenet de Puységur, Appel aux savants observateurs du dix-neuvième siècle, de la décision portée par leurs prédécesseurs contre le magnétisme animal, et fin du traitement du jeune Hébert, 1813
- Joseph Philippe François Deleuze, Histoire critique du magnétisme animal, deux volumes, 1813, in-8, réimprimée en 1819
- Armand Marie Jacques de Chastenet de Puységur, Les vérités cheminent, tôt ou tard elles arrivent, Paris, Dentu, 1814
- Abbé Fustier, Le Mystère des magnétiseurs et des somnambules dévoilé aux âmes droites et vertueuses par un homme du monde, Paris, 1815
- Georg Wilhelm Friedrich Hegel, « Le magnétisme animal », dans Encyclopédie des sciences philosophiques, 1817, nouvelle traduction commentée de François Roustang, 2005
- Sigismund de Redern, Des modes accidentels de nos perceptions, Paris, 1818
- Julien-Joseph Virey, « Examen impartial de la médecine magnétique, de sa doctrine, de ses procédés et de ses cures », dans Dictionnaire des sciences médicales, vol. 29, 1818, p. 554
- Joseph Philippe François Deleuze, Instruction pratique sur le magnétisme animal, Paris, 1819, 1825 et 1836
- Jose Custodio da Faria, De la cause du sommeil lucide, 1819
- Étienne Félix d'Henin de Cuvillers, Le magnétisme éclairé ou Introduction aux « Archives du Magnétisme Animal », Paris, Barrois, 1820
- Étienne Félix d'Henin de Cuvillers, Le Magnétisme animal retrouvé dans l'Antiquité, 1821
- Alexandre Bertrand, Traité du somnambulisme et des différentes modifications qu'il présente, Paris, Dentu, 1823
- Pierre Foissac, Mémoire sur le magnétisme animal, adressé à Messieurs les membres de l'académie des sciences et de l'Académie royale de médecine, Paris, 1825
- Alexandre Bertrand, Du magnétisme en France et des jugements qu'en ont porté les sociétés savantes, Paris, Baillière, 1826, (Rééd. L'harmattan, 2004)  (ISBN 2747563197)
- Joseph Philippe François Deleuze, Lettre à Messieurs les membres de l'académie de médecine, Béchet Jeune, Paris, 1826
- Frédéric Dubois (d'Amiens), Examen historique et résumé des expériences prétendues magnétiques faites par la commission de l'Académie Royale de Médecine, Paris, 1833
- (en) J. C. Colquhoun, « Amimal Magnetism », The Lancet, vol. 20, no. 506, 1833, p. 205-218
- Jean-Baptiste Bouillaud, Article « Magnétisme Animal », Dictionnaire de médecine et de chirurgie pratique, tome II, Paris, 1834
- (de) Arthur Schopenhauer, Animalischcer Magnetismus und Magie. Ueber den Willen in der Natur, Leipzig, Brockhaus, 1836
- Didier Berna, Magnétisme animal. Examen et réfutation du rapport fait par Monsieur EF Dubois (d'Amiens) à l'académie royale de médecine le 8 août 1837, sur le magnétisme animal, Paris, Rouvier, 1838
- J. Pigeaire, Puissance de l'électricité animale, ou du magnétisme vital et de ses rapports avec la physique, la physiologie et la médecine, Paris, Dentu, 1839
- Jules Dupotet de Sennevoy, Cours de magnétisme en sept leçons, 1840
- Jules Dupotet de Sennevoy, Le Magnétisme opposé à la médecine, Paris, 1840
- Antoine Despine, De l'emploi du magnétisme animal et des eaux minérales dans le traitement des maladies nerveuses, Paris, 1840
- Claude Burdin et Frédéric Dubois (d’Amiens), Histoire académique du magnétisme animal, Paris, 1841
- Louis Peisse, « Des sciences occultes au XIXe, le magnétisme animal », dans Revue des deux Mondes, mars 1842
- Alphonse Teste, Manuel pratique de magnétisme animal, 1843
- James Braid, Neurypnologie, Traité du sommeil nerveux ou hypnotisme, 1843
- (en) John Elliotson, Surgical operations in the mesmeric state without pain, 1843
- Jean-Baptiste Loubert, Le Magnétisme et le somnambulisme devant les corps savants, la cour de Rome et les théologiens…, Paris, Baillière, 1844
- Ferdinand Barreau, Le Magnétisme humain en cour de Rome et en cour de cassation sous le rapport religieux, moral et scientifique, Paris, Sagnier et Bray, 1845
- Harriet Martineau, Lettres sur le mesmérisme, 1845
- (en) James Esdaile, Mesmerism in India and its practical applications in surgery and medecine, 1846
- Charles Lafontaine, L'Art de magnétiser, ou le magnétisme animal considéré sous le point de vue théorique, pratique et thérapeutique, Paris, Baillière, 1847
- Joseph Louis Charpignon, Physiologie, médecine et métaphysique du magnétisme, Paris, Baillière, 1848
- (en) William Gregory, Animal Magnetism or Mesmerism and its phenomena, Londres, 1851
- Auguste Lassaigne, Mémoires d'un magnétiseur contenant la biographie de la somnambule Prudence Bernard, Paris, Baillière, 1851
- Henry Delaage, Le Monde occulte ou les mystères du magnétisme dévoilés par le somnambulisme, Paris, Lesigne, 1851
- (en) James Esdaile, Natural and Mesmeric Clairvoyance, With the Practical Application of Mesmerism in Surgery and Medicine, Londres, Hippolyte Baillière, 1852
- Comte de Szapary, Magnétisme, magnétothérapie et manothérapie, Paris, 1853
- François Joseph Noizet, Mémoire sur le somnambulisme et le magnétisme animal adressé en 1820 à l'Académie royale de Berlin, Paris, Plon, 1854
- Louis Alphonse Cahagnet, Magnétisme : Encyclopédie magnétique spiritualiste, traitant spécialement des faits psychologiques, magie magnétique, swedenborgianisme, nécromantie, magie céleste, etc., Argenteuil, 1855
- Joseph Durand (de Gros) - alias Docteur Philips, Électrodynamisme vital, ou les relations physiologiques de l'esprit et de la matière, Paris, 1855
- (de) Justinus Kerner, Erinnerungen an Franz Anton Mesmer, 1856
- Joseph Durand de Gros, Cours théorique et pratique du Braidisme, ou hypnotisme nerveux, 1860
- Ambroise-Auguste Liébeault, Du sommeil et des états analogues considérés surtout du point de vue de l'action du moral sur le physique, 1866
- Victor Burq, Métallothérapie, 1871
- (de) Rudolf Heidenhain, Der Sog thierische Magnetismus. Physiologische Beobachtungen, Leipzig, 1880
- Prosper Despine, Études scientifiques sur le somnambulisme, Paris, Savy, 1880
- Victor Burq, Des origines de la métallothérapie. Part qui doit être faite au magnétisme animal dans sa découverte, Paris, Delahaye et Lecrosnier, 1882
- Jean-Martin Charcot, Sur les divers états nerveux déterminés par l'hypnotisation chez les hystériques, 1882
- (it) Enrico Morselli, Il Magnetismo animale. La fascinazione e gli stati ipnotici, Turin, 1886
- Hector Durville, Traité expérimental et thérapeutique de magnétisme, 1886
- Alfred D'Hont, Revue générale des sciences physiopsychologiques, présentant le tableau permanent des découvertes et des progrès accomplis durant l'année 1886, Paris, 1886
- Alfred Binet et Charles Féré, Le Magnétisme animal, Alcan, 1887
- Pierre Janet, L'Automatisme psychologique. Essai de psychologie expérimentale sur les formes inférieures de l'activité humaine, Paris, Félix Alcan, 1889
- Jean Rouxel (Auguste Leroux), Rapports du magnétisme et du spiritisme, Paris, Librairie des sciences psychologiques, 1892
- Joseph Durand (de Gros), Le Merveilleux scientifique, 1894